# ديانا ريس
ديانا ريس (بالإنجليزية: Diana Reiss)‏ هي بروفيسورة وعالمة نفس أمريكية، ولدت في 1948 في فيلادلفيا في الولايات المتحدة.